# مایکل برانچ (بازیکن فوتبال)
مایکل برانچ (انگلیسی: Michael Branch؛ زادهٔ ۱۸ اکتبر ۱۹۷۸) بازیکن فوتبال اهل بریتانیا است.
از باشگاه‌هایی که در آن بازی کرده‌است می‌توان به باشگاه فوتبال هال سیتی، باشگاه فوتبال بارسکو، باشگاه فوتبال ردینگ، باشگاه فوتبال ولورهمپتون واندررز، باشگاه فوتبال منچستر سیتی، باشگاه فوتبال بیرمنگام سیتی، باشگاه فوتبال اورتون، و باشگاه فوتبال برادفورد سیتی اشاره کرد.
وی همچنین در تیم ملی فوتبال زیر ۲۱ سال انگلستان بازی کرده‌است.